# 1015년

## 연호
- 북송(北宋) 대중상부(大中祥符) 8년
- 요(遼) 개태(開泰) 4년
- 일본(日本) 조와(長和) 4년
- 리 왕조(李朝) 투언티엔(順天) 6년

## 기년
- 북송(北宋) 진종(眞宗) 18년
- 요(遼) 성종(聖宗) 34년
- 고려(高麗) 현종(顯宗) 6년
- 리 왕조(李朝) 태조(太祖) 6년

## 사건
- 3월 - 김훈·최질의 난 수뇌부가 주살되었다. 이에 금오대가 혁파되고 사헌대로 재개편되었다.

## 탄생
- 로베르토 기스카르, 남부 이탈리아와 시칠리아에서 활약한 노르만 정복자.

## 사망
- 키예프 루시의 대공 블라디미르 1세